# Juan Luis Storace
Juan Luis Storace Montes (* 1940) ist ein uruguayischer Politiker.
Juan Luis Storace schloss 1967 erfolgreich ein Studium der Rechtswissenschaften an der rechtswissenschaftlichen Fakultät der Universidad de la República ab. Er ist Gründungssozius der in Montevideo ansässigen Kanzlei "Storace, Storace & Oribe", in der er als Rechtsanwalt tätig ist. Der promovierte Storace, der der Partido Nacional angehört, war Staatssekretär und Generaldirektor im uruguayischen Innenministerium. Er hatte als Nachfolger von Raúl Iturria vom 16. Oktober 1998 bis zum 1. März 2000 in der Regierung von Präsident Julio María Sanguinetti das Amt des Verteidigungsministers inne.